# The Opium Cartel
The Opium Cartel is een Noorse muziekgroep rondom Jacob Holm-Lupo. Zij debuteert met een melancholisch album Night Blooms in 2009. Holms maatje uit White Willow Lars Fredrik Frøislie speelde ook mee op het studioalbum. Het was in eerste instantie onbekend of er een vervolg wordt gegeven aan het debuutalbum of dat het even een uitstapje was. Na vier jaar verscheen de opvolger. Eind 2015 deelde Holm-Lupo mee, dat er nog wel een derde album zou komen, maar dat dat moest wachten totdat het nieuwe album van White Willow was uitgebracht (december 2015). Valor kwam pas uit in 2020.

## Discografie
- (2009): Night Blooms
- (2013): Ardor
- (2020): Valor